# Ribarrouy
Ribarrouy är en kommun i departementet Pyrénées-Atlantiques i regionen Nouvelle-Aquitaine i sydvästra Frankrike. Kommunen ligger i kantonen Garlin som tillhör arrondissementet Pau. År 2022 hade Ribarrouy 81 invånare.

## Befolkningsutveckling
Antalet invånare i kommunen Ribarrouy
| Referens: INSEE |